# Wystan Hugh Auden

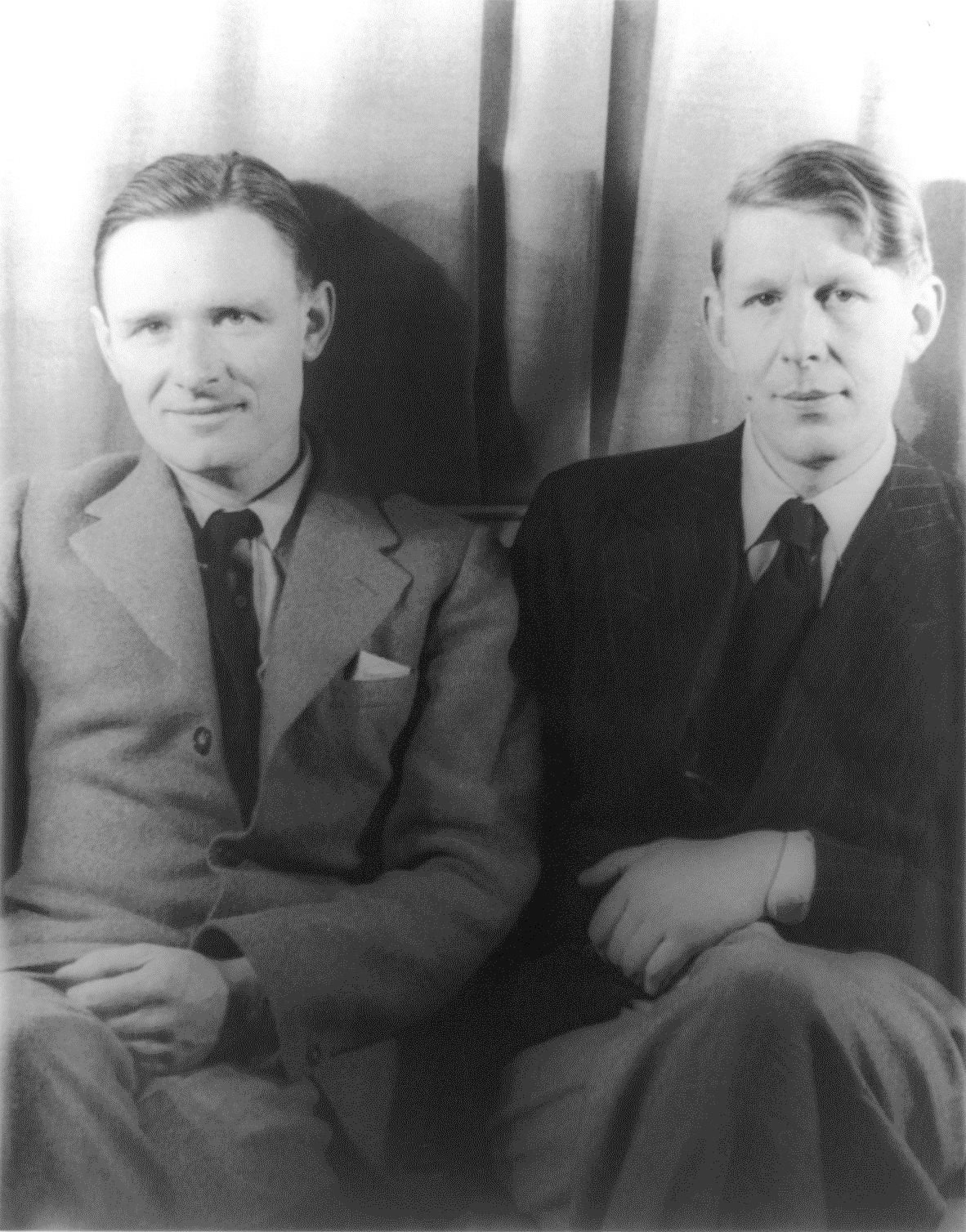
Christopher Isherwood și W.H. Auden, fotografie de Carl Van Vechten, 1939

Wystan Hugh Auden (n. 21 februarie 1907, York, Regatul Unit al Marii Britanii și Irlandei – d. 29 septembrie 1973, Viena, Austria) a fost un poet englez, considerat printre cei mai importanți și influenți scriitori ai secolului al XX-lea.

## Biografie
Auden s-a născut în York și și-a petrecut copilăria la Harborne, Birmingham, unde tatăl său dr. George Auden era inspector medical școlar pentru Birmingham și profesor de Sănătate publică la Universitatea din Birmingham. De la vârsta de opt ani Auden a fost intern al mai multor școli, prima dată în Surrey și mai târziu în Norfolk, dar se întorcea la Birmingham în vacanțe.
A urmat colegiul Christ Church, la Universitatea Oxford, dar numai până în anul trei. După Oxford, a trăit un an la Weimar Berlin, în a cărui atmosferă tolerantă își putea exprima deschis homosexualitatea.
Revenind în Anglia a predat la două școli de băieți, din 1930 până în 1935. Cea mai importantă și unde a fost cel mai fericit a fost Downs School, lângă Great Malvern. Aici a petrecut trei ani și a scris câteva dintre cele mai frumoase poezii ale primei perioade, printre care: "This lunar beauty"; "Lay your sleeping head, my love"; "Fish in the unruffled lakes"; și "Out on the lawn I lie in bed".
Auden s-a căsătorit cu Erika Mann, fiica lesbiană a marelui romancier german novelist Thomas Mann, în 1935, pentru a-i furniza un pașaport britanic ca să poată ieși din Al treilea Reich. Nu au trăit niciodată împreună, dar în anii următori s-au întâlnit ca prieteni și nu s-au deranjat niciodată ca să divorțeze.
Auden s-a stabilit în Statele Unite ale Americii în 1939 și a devenit cetățean naturalizat în 1946. Această mutare din Anglia, tocmai când începuse cel de Al Doilea Război Mondial, a fost considerat de mulți o trădare și, ca urmare, reputația sa de poet a avut de suferit. După mai mulți ani petrecuți în Statele Unite ale Americii, a revenit în Europa în vara anului 1948, prima dată în Italia apoi în Austria; în ultimul an al vieții s-a mutat definitiv de la New York la Oxford; a fost profesor de poetică la Universitatea Oxford din 1956 până în 1961 și, deoarece susține doar trei cursuri în fiecare an, a petrecut numai câteva săptămâni la Oxford în perioada profesoratului. Iubitul său de o viață și tovarăș a fost poetul Chester Kallman. A murit la Viena în 1973.

## Opera
Auden a scris o cantitate considerabilă de critică literară și eseuri și este coautor al unor piese dramaturgice alături de prietenul său Christopher Isherwood, dar este cunoscut, în primul rând, ca poet. Opera sa este caracterizată printr-o varietate excepțională, de la forme tradiționale riguroase, la forme originale, totuși complicate, ca și măiestria tehnică și verbala pe care Auden și-a etalat-o indiferent de formă. Parțial i se datorează meritul de a fi re-introdus anglo-saxona metrul accentual în poezia engleză. O temă de controversă este în ce măsură Auden și-a revizuit poeme în ediții succesive, eliminând unele poezii foarte cunoscute din ediții „selective”, deoarece a considerat că poeziile respective nu mai sunt sincere sau corecte. An area of controversy is the extent to which Auden reworked poems in successive publications, and dropped several of his most well-known poems from "collected" editions because he no longer felt they were honest or accurate. În prefața la volumul lui Auden intitulat „Poeme alese” (Selected Poems), Edward Mendelson susține că acest lucru este de fapt o afirmare a crezului lui Auden în puterea și importanța poeziei. „Poeme alese” include unele dintre versurile pe care Auden le-a respins și versiuni timpurii ale altora pe care le revizuise ulterior.
Înainte de a trece la anglicanism (o varietate mai protestantă de anglicanism decât anglo-catolicismul părinților săi), Auden s-a interesat de controversele politice de stânga ale vremurilor și unele dintre cele mai importante opere ale sale reflectă aceste preocupări, cum ar fi "Spania", un poem despre Războiul civil din Spania și "1 septembrie 1939", despre izbucnirea celui de Al Doilea Război Mondial (ambele au fost ulterior repudiate de Auden și excluse edițiile selective).
Poemul său ironic de dragoste Auden's ironic love poem Funeral Blues (inițial scris pentru a fi cântat de prietena sa soprana Hedli Anderson) a fost citit emoționant în filmul din 1994 "Patru căsătorii și o înmormântare" (Four Weddings and a Funeral).
Auden a fost considerat ca făcând parte dintr-un grup de scriitori cu idei asemănătoare, grup care îi includea Edward Upward, Christopher Isherwood, Louis MacNeice (cu care a colaborat la în 1936 la "Scrisori din Islanda" (Letters from Iceland), Cecil Day-Lewis și Stephen Spender, cu toate că după vârsta de 24 de ani Auden a încetat a se considera ca făcând parte din vreun grup.
De asemenea a colaborat cu compozitori, scriind un libret pentru Benjamin Britten și, împreună cu Chester Kallman, un libret pentru Igor Stravinsky și alte două pentru Hans Werner Henze.

### Versuri
- Poeme (1930)
- Oratorii (1932)
- Privește străine (1936)
- Deocamdată (1945)
- Scutul lui Achile (1955)
- Omagiu lui Clio (1960)
- Epoca neliniștii.O eglogă barocă (1947)

### Teatru în versuri
- Câinele de sub piele (1935)
- Ascensiunea lui F-6 (1936)
- Pe graniță (1938)

### Eseuri și aforisme
- Mâna vopsitorului (1962)

## Lucrări despre Auden
- Humphrey Carpenter. W. H. Auden: a biography (1981)
- Richard Davenport-Hines. Auden (1995)
- Edward Mendelson. Early Auden (1981)
- Edward Mendelson. Later Auden (1999)
- Norman Page Auden and Isherwood: The Berlin Years (2000)
- Thekla Clark. "Wystan and Chester: A Personal Memoir of W. H. Auden and Chester Kallman" (1996)
- Dorothy J. Farnan. "Auden in Love" (1985)